# Studio Kvartal 95

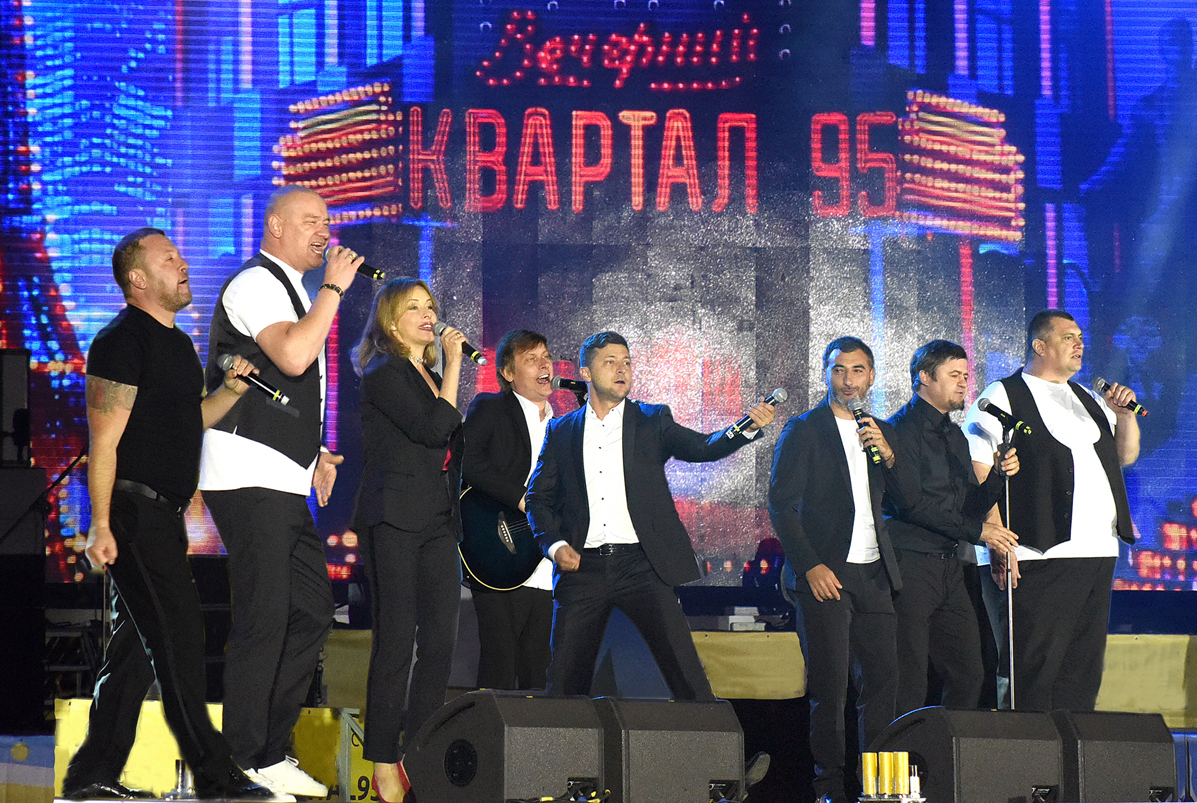
Vetsjirnij Kvartal (Avond in de Buurt), een comedyshow geproduceerd door Kvartal 95

Studio Kvartal 95 (Oekraïens : Сту́дія «Кварта́л-95») is een productiebedrijf voor televisie-entertainment, actief in Oekraïne sinds 2003. Het bedrijf is opgericht door Volodymyr Zelensky, de latere president van Oekraïne, en enkele van zijn schoolvrienden. Het bedrijf produceert audio- en visuele content (zoals films, tv-series en formats) in het Oekraïens en organiseert concerten. Veel programma's van Kvartal 95 worden uitgezonden op de commerciële zender 1+1.

## Geschiedenis
Studio Kvartal 95 is in 2003 opgericht op basis van het KVN-team Kvartal 95 dat op zijn beurt is vernoemd naar de 95e Kvartal, een wijk in Kryvyj Rih. Kvartal 95 KVN-team werd opgericht in 1997, terwijl het officiële debuut in 1998 plaatsvond op het KVN-festival in Sotsji. De studio en het KVN-team zijn gemaakt door Volodymyr Zelensky, die meedeed aan de Oekraïense presidentsverkiezingen van 2019, en werd gekozen tot president van Oekraïne.
Volgens Zelensky is het doel van het bedrijf om "de wereld een betere plek, een vriendelijkere en vrolijke plek te maken met behulp van de tools die we hebben, namelijk humor en creativiteit". Het bedrijf heeft populaire shows geproduceerd zoals Vetsjirnij Kvartal (Nederlands: Avond in de Buurt), Svaty (De Schoonouders) en Sloeha narodoe (Dienaar van het Volk).

### Zelensky's presidentschap
Na de inauguratie van Zelensky voegde een aantal oude vrienden uit Kvartal 95 zich bij de staf van Zelensky. Directeur Ivan Bakanov, tevens partijleider van Dienaar van het Volk, werd benoemd tot hoofd van de Oekraïense geheime dienst.